# 许瑞菊
许瑞菊（1953年—），山东章丘人，汉族，中华人民共和国政治人物、第十一届全国人民代表大会山东地区代表。
毕业于北京财贸金融函授学院，是中共党员。担任山东第一女子劳教所二大队的政治指导员。2008年起担任全国人大代表。